# Maillardia borbonica
Maillardia borbonica är en mullbärsväxtart som beskrevs av Pierre Étienne Simon Duchartre. Maillardia borbonica ingår i släktet Maillardia och familjen mullbärsväxter. Inga underarter finns listade i Catalogue of Life.